# B4U-ACT
B4U-ACT (a sigla em inglês representa um jogo de palavras com a frase "antes que tu agir") é uma organização americana sem fins lucrativos fundada em 2003 e sediada em  Maryland, cujo objectivo principal é ajudar psicologicamente e emocionalmente as pessoas sexualmente atraídas para crianças. É formada por diversos profissionais acreditados e voluntários de saúde mental, alguns deles auto-identificados como pedófilos. Os profissionais que formam a organização não consideram os pedófilos como doentes, pervertidos ou criminosos, mas como seres humanos íntegros, respeitáveis e capazes de contribuir honestamente para a sociedade.
Entre suas atividades, B4U-ACT dá conferências para educar os profissionais de saúde mental quanto às abordagens adequadas para tratar os pedófilos e organiza seminários em que pessoas atraídas sexualmente e emocionalmente para crianças podem dialogar e debater com psiquiatras e outros especialistas que costumam tratar ou pesquisar o assunto. Nesses seminários se discute sobre os problemas e sofrimentos causados pelos preconceitos e a estigmatização social para tais pessoas e principalmente sobre a forma de conseguir que elas possam viver dignamente.
A American Psychiatric Association não participou de nenhuma conferência nem endossa as atividades do grupo.
Em 2010 a organização Baltimore Mental Health Systems, que supervisiona todos os serviços de saúde mental na cidade de Baltimore, estava auxiliando financeiramente a B4U-ACT.

## Críticas
Judith Reisman, uma ativista de extrema direita e professora de direito, critica o grupo, escrevendo que seu objetivo seria na verdade tornar crianças de qualquer idade "acessíveis" a adultos. Janice Shaw Crouse, a diretora executiva do grupo conservador Encontro Mundial das Famílias,  publicou uma crítica negativa no jornal direitista The Washington Times, dizendo que a B4U-ACT é uma "organização pequena e radical" que está tentando convencer a American Psychiatric Association (APA) remover a pedofilia da "lista de comportamentos anormais": "Os ativistas marginais prometem perturbar as futuras reuniões da APA até que tenham sucesso na normalização da pedofilia, uma estratégia empregada com sucesso na década de 1970 para retirar o homossexualismo do DSM - não por novas evidências científicas, mas por pressão política de um pequeno grupo de ativistas. Por exemplo, em 1990, o 'Journal of Homosexuality' publicou uma dupla questão especial dedicada ao sexo adulto-criança, chamando-a de 'intimidade intergeracional masculina'."
O Dr. Michael J. Hurd criticou o envolvimento financeiro do governo dos Estados Unidos com a  B4U-ACT: "[U]sar o financiamento estatal para financiar essa terapia questionável ou insustentável é absurdo. Se há pessoas que acreditam que realmente têm abordagens de tratamento ou terapia para realmente tratar pessoas que são atraídas por crianças para parar de molestar sexualmente, então esses provedores de tratamento devem ser obrigados a provar isso. Se o fizerem com sucesso, não haverá nenhum problema em obter tais fundos voluntariamente."